# Тейлор, Стюарт (футболист)
Стюа́рт Дже́ймс Те́йлор (англ. Stuart James Taylor; 28 ноября 1980 года, Лондон, Англия) — английский футболист, вратарь.
На данный момент[какой?] за время своей 17-летней карьеры Тейлор сыграл за клубы и сборную во всех турнирах чуть менее сотни игр — 93 матча. Характеризуется прессой и бывшими одноклубниками как образцовый профессионал и идеальный наставник для молодых голкиперов.

## Клубная карьера
Стюарт Тэйлор начинал карьеру в качестве дублёра Дэвида Симена в лондонском «Арсенале». Дебютировал в основном составе в ноябре 2000 года в матче Кубка Лиги. На Тейлора возлагались большие надежды, но пробиться в основу молодому голкиперу сходу не удалось, и с 1999 по 2001 годы он неоднократно уходил в аренды для получения игровой практики — «Бристоль Роверс», «Кристал Пэлас», «Питерборо Юнайтед», где в совокупности провел 20 матчей. Учитывая опыт аренд и регулярную игру за молодёжные сборные Англии, к сезону 2001/02 Тейлор подходит твёрдым вторым номером. Проведя за этот сезон 15 матчей за клуб, из них 10 — в Премьер-Лиге, голкипер помог «Арсеналу» выиграть золотые медали чемпионата. В следующем сезоне картина повторилась: Тейлор провёл 13 игр, и его начали морально готовить к роли сменщика Симэна. 
Но и после завершения карьеры Симэна Тейлор не стал основным вратарём. Сезон 2003/04 он полностью пропустил из-за тяжелой травмы плеча, а когда оправился от повреждения, у клуба уже были Йенс Леманн и Мануэль Альмунья. Аренда и регулярная игра за «Лестер» не особо помогла и летом 2005 года он покинул клуб по истечении контракта, отыграв за «канониров» за 8 лет всего 30 матчей во всех турнирах и собрав внушительную коллекцию трофеев: золото АПЛ, Кубок Англии и два Суперкубка.
В июне 2005 Стюарт подписывает 4-летний контракт с «Астон Виллой», где становится дублером Томаса Сёренсена, а затем Скотта Карсона. Накануне сезона 2008/09, когда Сёренсен и Карсон покинули клуб, бирмингемцы купили сразу двух вратарей сборной США — Фриделя и Гузана. После этого в марте 2009 года Тейлора до конца сезона отдали в аренду в «Кардифф Сити», где он провёл 8 матчей. За 4 года в Астон Вилле голкипер сыграл только 14 матчей.
Летом 2009 вратарь заключает контракт с «Манчестер Сити», где снова не играет — за три года в стане «горожан» Тейлор сыграл всего 1 официальную игру, в Кубке Англии 2009/10 24 января 2010 против «Сканторп Юнайтед».
В 2012 переходит в «Рединг», но и там снова осваивает хорошо знакомую роль третьего голкипера. Покинул клуб в конце сезона 2013/14 по истечении срока его контракта.
18 ноября 2013 года Тейлор переходит в «Йовил Таун» на одномесячную аренду, но аренда Тейлора была прервана после двух дней.
3 июля 2014 года Стюарт Тейлор заключил однолетний контракт с «Лидс Юнайтед». 13 мая 2015 года было объявлено, что Лидс не будет продлевать контракт с Тейлором.
26 августа 2016 года, более года оставаясь без клуба, Тейлор переходит в «Саутгемптон», контракт подписан на один год. 13 июля 2017 года контракт был продлён ещё на один год. 30 июня 2018 года по истечении контракта Тейлор покинул клуб, так и не проведя за «святых» ни одного матча.

## Карьера в сборной
Тейлор выступал за молодёжную сборную Англии (до 20) на чемпионате мира 1999. За старшую молодёжную сборную Англии (до 21) сыграл 4 матча.

## Достижения
- Чемпион Англии: 2001/02, 2011/12
- Обладатель Кубка Англии: 2002/03, 2010/11
- Обладатель Суперкубка Англии: 1999, 2002